# Medea (pjäs)

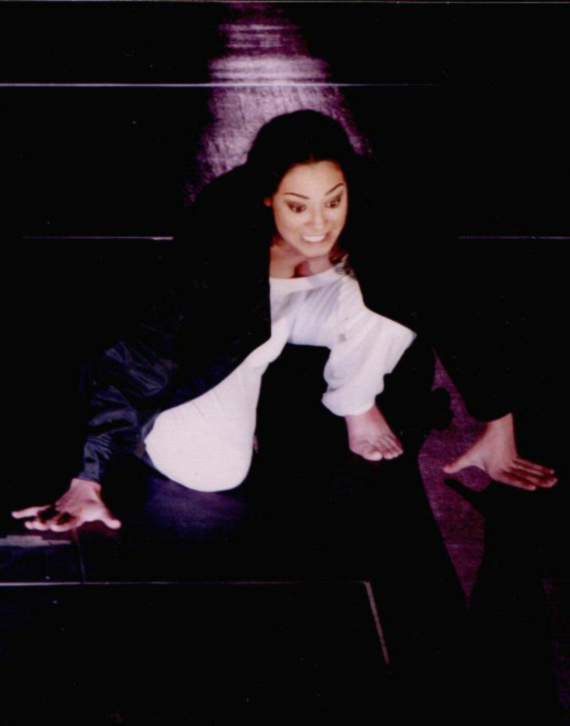
Clio-Danae Othoneou som Medea i Peter Steins produktion 2005 på Teatern i Epidauros.

Medea (klassisk grekiska: Μήδεια Mēdeia) är en tragedi av den grekiske dramatikern Euripides. Den skildrar myten om hur Medea genomför en blodig hämnd mot sin otrogne man Jason. Pjäsen hade premiär vid Dionysiafestivalen 431 f.Kr. där den sattes upp tillsammans med tre förlorade pjäser av Euripides: tragedierna Filoktetes och Diktys och satyrspelet Theristai. Medea fick tredjepriset vid festivalen.

## Bakgrund
Medea är huvudpersonen i en antik grekisk myt, som Euripides använder sig av i tragedin. I myten förälskar sig Medea, som är prinsessa i det avlägsna Kolchis på Svarta havets östkust, i dramats hjälte Jason. Jason befinner sig i Kolchis för att leta rätt på det gyllene skinnet. Med hjälp av sina magiska kunskaper bistår Medea honom i att klara av sin fader konungens prövningar. När Medea och Jason flyr från Kolchis jagar fadern dem, varpå Medea mördar sin broder för att försena sin fader i jakten. När de slutligen anländer till Korinth överger Jason Medea och deras barn, för att gifta sig med konung Kreons dotter. Medea mördar prinsessan och hennes fader kungen, och flyr till Aten där hon mottas av konung Aigeus. Korinthierna dödar därpå Jasons och Medeas barn.
Filologen Deborah Boedeker konstaterar att det är Euripides tragedi som ger Medea kanonisk identitet.

## Pjäsen
Jason är hjälten som erövrar det gyllene skinnet, för med sig kungens dotter men som senare sviker deras kärlek. Medea är förälskad i den grekiske prinsen, och begår flera brott för att få honom: hon förråder sin fader, mördar sin bror och övertygar sina kusiner om att mörda deras fader. När Jason sedan bryter den ed han har ingått för henne straffar hon honom på det vis som är det hårdaste hon kan komma på, genom att döda deras gemensamma barn. Pjäsen ska utspela sig ungefär 10 år efter att händelserna ägt rum.
Euripides använder sig av Medeamyten, men förändrar centrala delar och anpassar den till sin tragedi. En av de större skillnaderna mellan den ursprungliga myten och Euripides tragedi är att Euripides i pjäsen låter Medea mörda sina egna barn, istället för korinthierna som i den ursprungliga myten. Det är osäkert om Euripides var först med denna förändring. Det finns tecken som tyder på att dramatikern Neofron i sin Medea-pjäs också gjort detta. Möjligtvis såg Euripides som att Neofrons pjäs hade svagheter som behövde åtgärdas.
I pjäsen står barnamordet i absolut centrum. En stor del av de dramatiska effekterna går ut på det svåra målet att få publiken att sympatisera med Medea i mordet på sina barn. Svaret är svårt att såväl dramaturgiskt bygga upp som att förstå. Ett av svaren ligger i att Medeas största rädsla är att människor ska skratta åt henne: rädslan för förödmjukelse var central i den antika grekiska hjälteetiken. Central i grekisk kultur var dock även vikten av att hålla ingångna eder. När Jason bryter mot den ed han har ingått med Medea sågs det som ett legitimt straff att döda hans barn. I Medeas stora tal definierar hon problemet som en uträkning. Genom att döda sina barn skadar hon Jason mer än vad hon skulle kunna göra på något annat sätt. Hon brinner av behov av hämnd.
I slutet av pjäsen förebådar Medea Jasons död, liksom den kultförklaring hennes barn framöver kommer genomgå. Ett särdrag hos Euripides pjäser är just kopplingen från det förflutna till det nuvarande, genom att beskriva ett minnesmärke eller en religiös ritual som kopplas till pjäsens handlingar. Pjäsen skiljer sig dessutom gentemot många andra antika tragedier genom att Medea och flera av karaktärerna får vissa drag av personlighet, något som var ovanligt: i de flesta antika verk är karaktärerna enbart personlighetstyper.

## Karaktärer

### Medea
Medea är en säregen företrädare för de grekiska värden som förknippades med hjältar av flera anledningar. Dels eftersom hon är kvinna, något som i antikens Grekland sällan förknippades med en förväntan att försvara sin heder. Dels eftersom hon har lämnat sin familj för Jasons skull, vilket har försatt henne i sin hemska situation själv. Oftast i grekiska tragedier var felstegen ej medvetet begångna. I hennes kända öppningstal i pjäsen beklagar hon sig över kvinnors olyckor, och säger att kvinnor är bland de mest miserabla varelser som existerar. Hon säger att hon hellre skulle dö än att leva med en dålig man, och att hon hellre ger sig ut i krig än föder barn. Efter att ha beklagat sin miserabla situation som kvinna konstaterar hon dock att hennes situation är värst, bland annat eftersom hon inte längre har stöd av sin familj. Kören i pjäsen accepterar Medeas klagan över sin utsatta situation, något som dock kommer att förändras under pjäsens gång.
Mycket av pjäsens energi uppstår genom konflikten mellan Medeas rationella argument och hennes våldsamt häftiga känslosvall, och mellan den "falska" och den "verkliga" Medea. Även om hon framstår som rationell agerar hon av stolthet och ilska på en nivå som övergår rationellt handlande. Professor Ruth Scodel menar att såväl Jason och Medea är "studier av den rent instrumentella rationalitetens gränser", och att Medea genomgår en transformation till något som nästan liknar en gudomlighet.

### Jason
Körledaren i Medea konstaterar att Jason är en mycket god retoriker, men inte har behandlat sin fru rättvist. Jason menar i pjäsen att han har tagit något främmande och farligt till Korinth. Han ger uttryck, något många atenare delade, för att greker var överlägsna barbarer. Det är osäkert hur stora delar av Jasons framställning av sig själv som den grekiska publiken relaterade till. Jasons goda retorik ställs ofta mot Medeas manipulativa förmågor, men övertygar varken Medea eller kören. Jason menar att han gifter om sig med Kreons dotter av välvillighet, för att göra hans och Medeas barn betydligt mäktigare. Hur det argumentet mottogs i antikens Grekland är också svårt att veta. Förmodligen kan inget rättfärdiga hans edsbrott enligt grekiskt etik, men med goda motiv skulle en åskådare ändå kunna känna sympati. Förmodligen avskräckte Jasons ovilja att kännas vid att han har agerat dåligt på något vis. Jasons stolthet är också vad som slutligen får honom på fall, eftersom han luras av att Medea låtsas ha insett hans vishet. Grekisk misogyni baserades bland annat på att kvinnor är irrationella och falska. Jason agerar utifrån den ena, men inte den andra. Medan Medea har förstått Jason helt och fullt förstår Jason inget av Medeas handlingar.

## Språk och stil
Utöver de dramaturgiska svårigheterna att förklara varför Medea känner sig tvungen att mörda sina barn använder sig Euripides av flera språkliga och stilistiska figurer för att skapa den poetiska styrka som krävs för att förklara dådet. Boedeker ger tre exempel på hur Medea beskrivs och vilka poetiska mekaniser Euripides använder:
1. Med liknelser och metaforer liknas Medea vid hotfulla monster, mördare och naturliga element (samtidigt som Medea beskriver sig som en hotad resande). Inledningsvis i pjäsen beskrivs hon inte i metaforiska termer av de övriga männen, utan enbart som en besvärlig kvinna; detta förändras i takt med att hon mördar sina barn.
2. Medea tillskrivs kategorier som framstår som diskreta och naturliga, såsom "kvinna" och "moder", men åtskiljs under pjäsens gång från kategorierna för att göra det allt mer oklart vad Medea egentligen är. Det blir också alltmer tydligt att kategorierna inte räcker för att förklara eller klassificera Medea.
3. Genom olika karaktärsdrag upptar Medea likheter med flera andra personer i samma myt, såsom Afrodite, Jason och prinsessan. Denna karaktärisering bidrar till en kumulativt stark effekt.

## Teman

### Manlighet - kvinnlighet
Ett genomgående tema genom pjäsen är konflikten mellan manligt och kvinnligt agerande. Medea håller i pjäsen ett långt tal om kvinnors olyckor, och på flera ställen förknippas kvinnor med irrationalitet och känslosvall. Scodel menar att pjäsen Medea samtidigt är misogyn och feministisk, och att den stereotypiserar åt båda hållen. I pjäsens första stasimon antyds att pjäsen skulle inleda en ny poetisk tradition där manliga fördomar kläs om, något som dock i slutändan fullt ut inte sker. Jason ger i pjäsen uttryck för att världen vore en bättre plats om kvinnor inte behövdes för att föda barn, medan Medea menar att det borde gå att se på en man om han är dålig eller god, eftersom en dålig man förstör en kvinnas liv. Ett av misstagen som Jason begår, liksom de övriga männen i pjäsen, är att enbart se Medea som en kvinna, eftersom han då inte förstår henne i sin helhet, medan hon har förstått Jason. Jasons syn på Medea som "enbart" kvinna förändras efter mordet. Boedeker konstaterar att:
| ”                                | Genom sådana motstridande kategorier [manlighet och kvinnlighet] betonar Euripides paradoxen hos en huvudperson som aspirerar på att vara en manlig hjälte inom de gränser som ges som ofrånkomliga kvinnliga farhågor. | „ |
| – Ur Boedeker, "Becoming Medea". | |   |

## Arv
Pjäsen återupptäcktes av romarna under det första århundradet efter Kristus och har alltsedan dess haft en framträdande plats i Europas litteraturkanon, med många efterbildningar och vitt skilda tolkningar. Myten skildras i Vergilius Aeneiden, liksom i Seneca den äldres Medea-trilogi.  Bland moderna bearbetningar märks en pjäs av Jean Anouilh från 1946 och en av Robinson Jeffers från 1947; den senare blev en stor framgång på Broadway. Den italienske regissören Pier Paolo Pasolini filmatiserade pjäsen 1969 som Medea. Lars von Trier gjorde en TV-film efter pjäsen med premiär 1988.
Ur ett svenskt perspektiv har bland annat Bengt Lidner använt sig av Medea-myten, till ett libretto som delar Euripides pjäs namn.
Susanne Osten och Per Lysander använder myten i Medeas barn, som bl a spelades på Unga Klara 1975. Här är det barnens perspektiv som står i centrum. Sara Stridsbergs Medealand handlar om flyktingen Medea, en pjäs som utspelar sig i en surrealistisk nutid.